# Diplodonta danieli
Diplodonta danieli is een tweekleppigensoort uit de familie van de Ungulinidae. De wetenschappelijke naam van de soort is voor het eerst geldig gepubliceerd in 1967 door Klein.